# Maximilian von Biegeleben
Maximilian Leopold Engelbert von Biegeleben, seit 1893 Freiherr von Biegeleben (* 23. Januar 1813 in Darmstadt; † 17. April 1899 ebenda) aus dem Adelsgeschlecht Biegeleben war in der Regierung des Großherzogtums Hessen Finanzminister und Abgeordneter im Deutschen Reichstag.

## Familie
Biegeleben stammte aus einer ursprünglich Arnsberger Beamtenfamilie. Er war Sohn von Kaspar Josef von Biegeleben (1766–1842), der zunächst hochrangiger Beamter im Dienste Kurkölns war, zu dem auch das Herzogtum Westfalen mit der Hauptstadt Arnsberg gehörte. Dieses gelangte im Zuge des Reichsdeputationshauptschlusses als Provinz an die Landgrafschaft Hessen-Darmstadt, die 1806 zum Großherzogtum Hessen avancierte, wodurch Kaspar Josef von Biegeleben in dessen Dienste trat. Er heiratete Marianne von Braumann (1783–1843) aus einer Aachener Patrizierfamilie, die Mutter von Maximilian von Biegeleben. Geschwister von Maximilian waren der hessische Diplomat Arnold von Biegeleben und der österreichische Diplomat Ludwig von Biegeleben. Die Familie war römisch-katholisch.
Am 20. August 1839 heirateten Maximilian von Biegeleben und Emma Elisabeth von Biegeleben (1817–1893) in Breslau, Tochter des preußischen Geheimen Oberfinanzrats Peter von Biegeleben. Aus der Ehe gingen hervor:
- Elisabeth ⚭ 1864 Josef von Biegeleben, Hauptmann
- Ludwig Maximilian (1849–1921), preußischer Generalmajor
- Maximilian (1859–1945), Großherzoglich-Hessischer Wirklicher Geheimer Rat und Gesandter.

### Karriere
Maximilian von Biegeleben besuchte das Gymnasium in Darmstadt und studierte 1829 bis 1833 an den Universitäten Gießen und Berlin Rechtswissenschaft. Während seines Studiums wurde er 1829 Mitglied der Burschenschaft Fäßlianer Heidelberg und der Alten Burschenschaft Germania Gießen. Er ist deswegen im Schwarzen Buch der Frankfurter Bundeszentralbehörde (Eintrag Nr. 126) festgehalten.
Sein Berufseinstieg begann 1838 als Akzessist bei der Oberfinanzkammer des Großherzogtums Hessen. Bereits 1839 erhielt er eine besoldete Stelle als Assessor, zunächst ohne, dann ab 1840 mit Votum. 1841 gehört er zur Zolldirektion und wurde 1846 Oberfinanzrat. Ende 1848 wechselt er als Ministerialrat in das Ministerium der Finanzen. Bei den Zollvereinsverhandlungen von 1852 war Biegeleben Vertreter des Großherzogtums Hessen. Ab 1857 war er Mitglied des Staatsrats, 1866–1871 Mitglied der Direktion der Staatsschulden-Tilgungskasse.
Anlässlich der Regierungsumbildung, die durch den von Otto von Bismarck erzwungenen „Rauswurf“ des pro-österreichischen und die Großdeutsche Lösung vertretenden Ministerpräsidenten Reinhard Carl Friedrich von Dalwigk 1871 erforderlich wurde, erhielt Maximilian von Biegeleben das Ministerium der Finanzen, dessen Präsident (Minister) er wurde. Er war allerdings auch pro-österreichisch eingestellt und konnte sich nicht lange halten. Bereits 1873 wurde er durch Heinrich August Schleiermacher abgelöst. Dieser Beamtenkarriere folgte nun eine zweite in der Politik auf der Ebene der Deutschen Reichs:
Zwischen 1874 und 1878 war er über zwei Legislaturperioden für den Wahlkreis Aachen 3 (Stadt Aachen) Mitglied des Reichstags. Bei beiden Wahlen erreichte er jeweils mehr als 85 % der Stimmen. Er gehörte der Zentrumspartei an. Im Reichstag war er Mitglied der Budgetkommission. 1877 gehörte er auch einer Kommission zur Regelung des Patentrechtes an.

## Ehrungen
- 1852 Kommandeurkreuz des österreichischen Franz-Josephs-Ordens[11]
- 1852 Ritterkreuz des Verdienstordens Philipps des Großmütigen[12]
- 1858 Geheimrat[13]
- 1860 Kommandeurkreuz mit dem Stern des spanischen Ordens Isabellena der Katholischen[14]
- 1860 Kommandeurkreuz II. Klasse des badischen Ordens vom Zähringer Löwen[15]
- 1861 Ritterkreuz des Ludewigsordens[16]
- 1864 Komturkreuz II. Klasse des Verdienstordens Philipps des Großmütigen[17]
- 1871 Kommandeurkreuz II. Klasse des Ludewigs-Ordens[18]
- 1872 Wirklicher Geheimrat, Exzellenz[19]
- 1873 Kommandeurkreuz I. Klasse des Ludewigs-Ordens[20]
- 1873 Großkreuz des Verdienstordens Philipps des Großmütigen[21]
- 1889 Krone zum Großkreuz des Verdienstordens Philipps des Großmütigen[22]
- 1893 wurde er durch Großherzog Ernst Ludwig in den erblichen Freiherrnstand erhoben.[23]